# Låglandstapir
Låglandstapir (Tapirus terrestris) är en av de fem arterna av tapirer.

## Kännetecken
Låglandstapiren har en för tapirer typisk kompakt kroppsform, kort svans, snabelliknande nos och uppstående, rörliga öron. Dess skulderhöjd är cirka 77 till 108 centimeter, kroppslängden ungefär 170 till 220 centimeter och vikten omkring 150 till 250 kilogram. Honorna är vanligen större och tyngre än hanarna. Pälsen är mörkbrun med något ljusare kinder och strupe. Ibland förekommer röda nyanser i pälsen. Öronens kanter är vitaktiga och djuret har en kort borstig man.

## Utbredning
Låglandstapiren förekommer i låglänta områden i norra och centrala Sydamerika, och trots att den på många håll inom sitt utbredningsområde är hotad av jakt och habitatförlust och är listad som sårbar av IUCN, är arten den vanligaste av de tre tapirer som förekommer i Central- och Sydamerika. Populationstrenden för arten är dock minskande. Den lever främst i regnskogar och sumpskogar och olika typer av våtmarker. I vissa delar av utbredningsområdet förekom den tidigare även på öppnare busk- och gräsmarker, men detta är numera ovanligt på grund av att djuren i sådana områden har jagats mycket hårt.

## Levnadssätt
Låglandstapiren är ett skyggt djur som håller sig gömt om dagarna och blir mer aktivt framåt natten. Den föredrar att leva nära vatten och att ha tillgång till platser där den kan slicka i sig salt och andra viktiga mineraler. Födan består av olika växtdelar såsom frukt, blad, stjälkar och små kvistar. De är i allmänhet solitära djur, undantaget den tid som en hona tillbringar tillsammans med sin unge. Hanar och honor håller bara ihop en kort tid runt parningen. De kommunicerar genom en rad olika läten, bland annat fnysningar. Rovdjur som hotar tapirer, särskilt unga djur, är exempelvis puma, jaguar och svart kajman.
Dräktighetstiden är lång, omkring 13 månader, och vanligen får honan endast en unge per dräktighet. Ungen är mönstrad med vita prickar och ränder som kamouflage och tillbringar sina första dagar i en skyddad lega, men efter cirka en vecka börjar den följa efter sin mor. Den diar under flera veckor innan den börjar äta fast föda. Vid omkring sex månaders ålder övergår ungens speciella kamouflageteckning till det vuxna djurets färgteckning. Vid omkring 18 månaders ålder är den fullvuxen, och könsmognaden infaller vid omkring 2 till 3 år. Djur i fångenskap har uppnått en ålder på 25 till 30 år.